# Lago di Val di Noci
Il lago di Val di Noci è un lago artificiale dell'Appennino Ligure che si trova nel comune di Montoggio, tra il Monte Bano (1.035 mslm) e il monte Candelozzo (1036 mslm).

## Storia

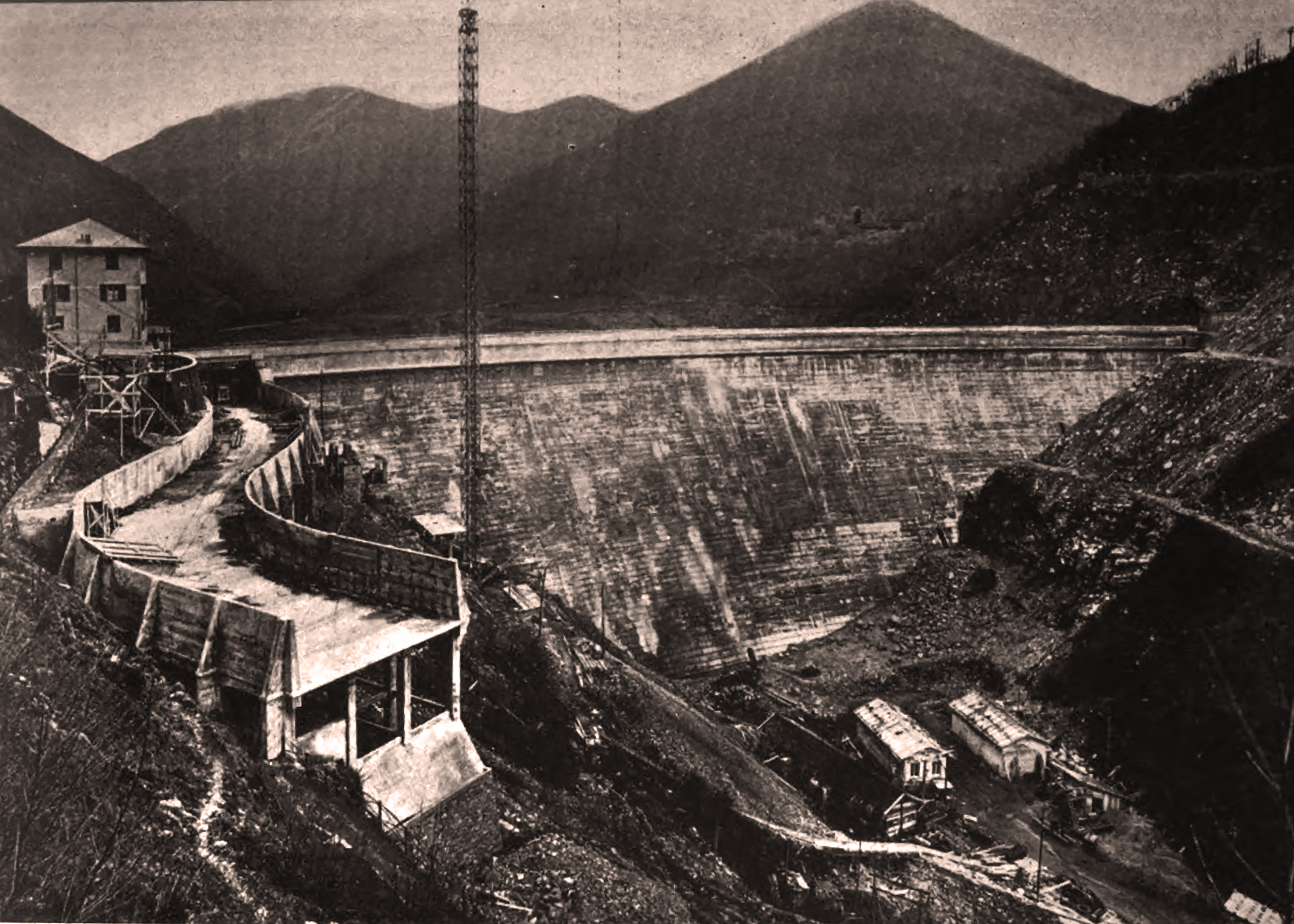
La diga dell'Acquedotto Val Noci nel 1938

Il lago, di origine artificiale, nacque fra il 1924 e il 1930, tramite la costruzione una diga alta 56 metri sul rio Noci, nei pressi di Montoggio. La sua funzione era quella di costituire una significativa risorsa idrica di acqua potabile per la città di Genova, la cui demografia stava significativamente aumentando per la migrazione della popolazione dalle campagne alla città.
Il lago presenta una capacità di 3,3 milioni di metri cubi d'acqua e una profondità massima di 46 metri.

## Fauna
Il lago, abitato da carpe, è stato svuotato nel 1999 per lavori di manutenzione, e i pesci sono stati provvisoriamente trasferiti nei laghi del Gorzente, nel lago della Busalletta e nel lago del Brugneto. Dal 2006, dopo il riempimento, è stato effettuato il ripopolamento ittico sia da parte della provincia di Genova, che da parte della Società Genova Acque nel 2000 che ne gestisce l'invaso col nome attuale (2010) di Mediterranea delle Acque S.p.A.
Le acque ospitano anche una varietà ittica rappresentata principalmente da carpe, trote, cavedani e barbi.
Il basso inquinamento della zona è confermato dalle elateridi presenti in tutta la buona stagione e che di notte, con la loro piccola luminescenza, indicano dove si trovano.

## Produzione di energia idroelettrica

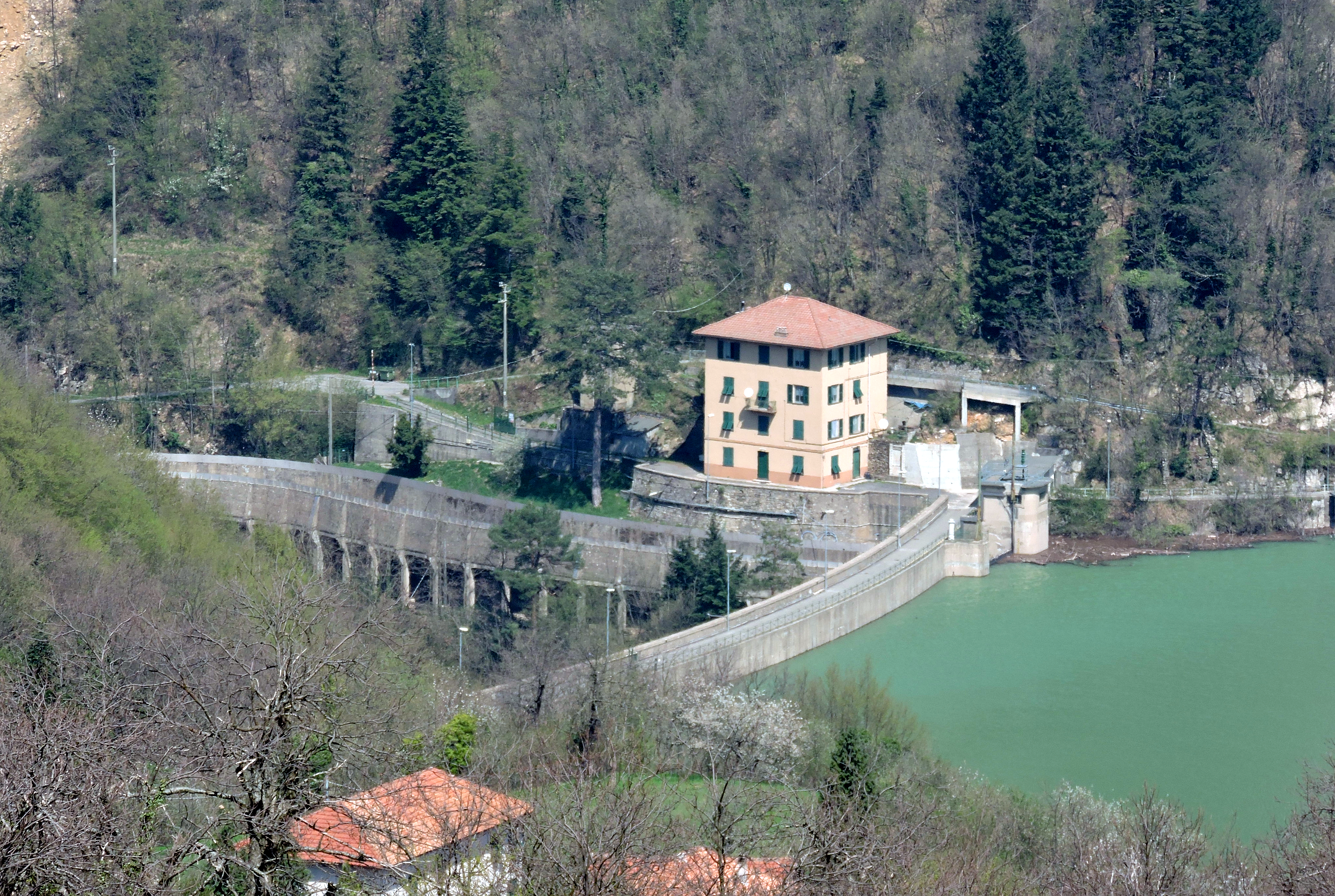
La diga

L'Azienda Mediterranea delle Acque, accanto alle centrali già presenti in altri punti del territorio circostante, dal 2009 ha in progetto una centrale idroelettrica sulla Diga Val Noci. Questa centrale venne contestata a causa di precedenti negativi dissesti idrologici che altre centrali avevano comportato.

## Dissesto idrogeologico naturale
Carotaggi eseguiti nel 2000 sul versante destro del lago, hanno rivelato la possibilità di una frana, più probabile nella zona in alto, a ridosso di Veixe. Hanno pertanto sconsigliato di costruire una strada carrabile che portasse al borgo di Noci, che resta raggiungibile con una strada sterrata e sostanzialmente disabitato.